# Tata Chemicals Europe
Tata Chemicals Europe (bivši Brunner Mond) je britanska kemijska industrija u vlasništvu indijskog Tata Chemicalsa koji je u sastavu indijskog multinacionalnog konglomerata Tata Group.

### Povijest
1873. godine John Brunner i Ludwig Mond osnovali su zajedničku tvrtku Brunner Mond koja je 1881. postala društvo kapitala. U engleskom gradu Northwichu je izgrađena tvornica koja je od 1884. započela s proizvodnjom natrijevog karbonata. Početkom 20. stoljeća, tvrtka je za potrebe rukovodstva i radnika, počela graditi kuće pokraj Hartforda u grofoviji Cheshire.
Brunner Mond 1911. godine kupuje tvornicu sapuna i masti od engleskog biznismena Josepha Crosfielda. Od engleske obitelji Gossage je također kupljena tvornica sapuna koja je u svojem vlasništvu imala i plantaže palmi.
Tvrtka je s poslovnom ekspanzijom nastavila i 1924. kada je postala vlasnik kenijske tvornice Magadi Soda Company dok je nakon dvije godine bila jedna od četiri britanske kemijske industrije, zajedno uz British Dyestuffs Corporation, Nobel Enterprises i United Alkali Company koje su se spojile u zajedničku tvrtku Imperial Chemical Industries (ICI). Alfred Mond (predsjednik Brunner Monda i sin osnivača Ludwiga) te Harry McGowan (Nobel Enterprises) bili su ključne figure u spajanju tih četiri tvrtki. Tako je ICI postao jedna od najvećih i najuspješnijih kompanija na svijetu.
Indijska kemijska industrija Tata Chemicals kupuje Brunner Mond 2006. čime ulazi u sastav konglomerata Tata Group. 2010. godine Brunner Mond je za nepoznati iznos postao vlasnikom lokalne solane British Salt kako bi se osigurao opskrbni lanac i stvorila sinergija kojom bi se smanjili troškovi prijevoza.
U travnju 2011. dolazi do preimenovanja Brunner Monda u Tata Chemicals Europe.

### Proizvodi
Tata Chemicals Europe se bavi proizvodnjom sljedećih kemijskih proizvoda: natrijev karbonat, natrijev hidrogenkarbonat (soda bikarbona), kalcijev klorid i slični alkalni kemijski proizvodi.

## Vanjske poveznice
- [neaktivna poveznica]